# Cistus albidus
Cistus albidus is een plant uit de zonneroosjesfamilie (Cistaceae).
Het is een rijk vertakte, groenblijvende struik uit het westen van het Middellandse Zeegebied. De plant wordt circa een m hoog. De bladeren zijn grijsgroen en doen fluweelachtig aan. Ze hebben de vorm van een ei en worden twee à drie cm lang. De bloeiwijze is eindstandig met maximaal vijf bloemen bijeen. De bloem heeft een doorsnede tot zes cm en bestaat uit vijf paarse tot roze kroonbladen die er gekreukeld uitzien, en vijf viltige kelkbladen.  De bloeitijd is van april tot juli.

## Galerij

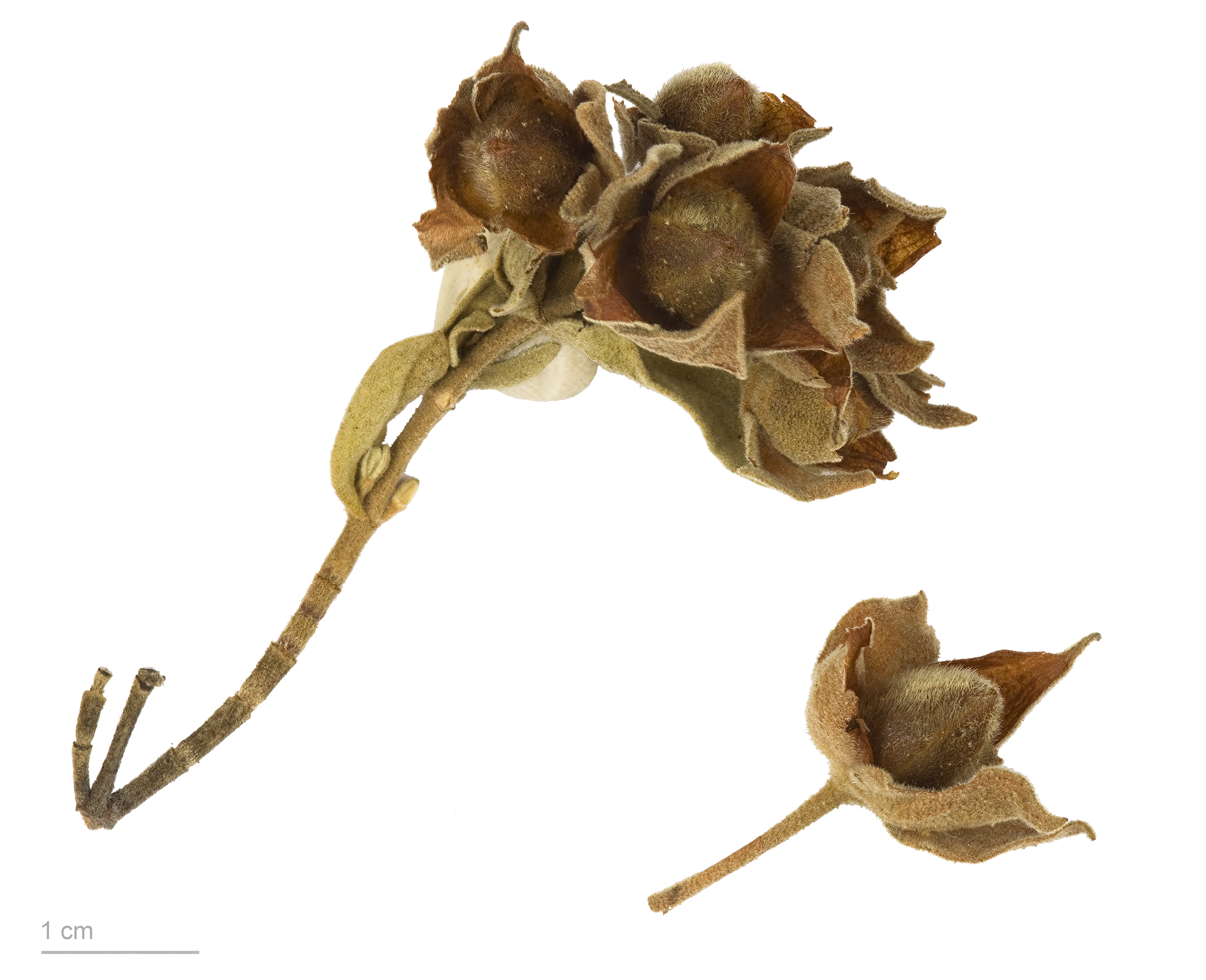
Cistus albidus
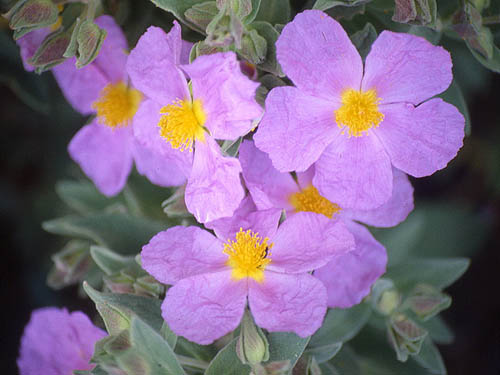